# Pedicellaster indistinctus
Pedicellaster indistinctus is een zeester uit de familie Pedicellasteridae.
De wetenschappelijke naam van de soort werd in 1950 gepubliceerd door Alexander Michailovitsch Djakonov.